# Въстание на Асен и Петър
Въстанието на Асен и Петър е освободително движение на българите в днешна Северна България по време на Византийското владичество над българските земи. Въстанието избухва в Търново на 26 октомври 1186 г. (празникът на Св. Димитър Солунски), породено от увеличение на данъците, и завършва със създаването на т. нар. Второ българско царство, управлявано от династията на Асеневци. Ловешкият мир е сключен през 1187 г.

## Причини и повод
Като причини, довели до избухване на въстанието, се посочват неблагоприятните за Византийската империя събития в края на 1185 г., когато в резултат на дворцов преврат настъпват сериозни вътрешни смутове и държавата започва да търпи поражения в битките срещу външни нападатели от запад и северозапад. Нахлулите в пределите ѝ нормани успяват да заграбят градовете Драч и Солун, като стигат чак до Адрианопол.
Точно в този момент византийският император се решава на една крайно противоречива мярка – да обложи българското население с извънреден данък, за да напълни хазната във връзка с предстоящата му женитба за унгарска принцеса. Това предизвиква внезапното надигане на населението в Северна България, към което се присъединяват и част от власите, живеещи отсам река Дунав.

## Ход на въстанието
Начело на въстанието застават двамата братя Петър и Асен (известен и под двойното име Йоан-Асен, побългарено в Иван-Асен), които са недоволни от отказа на императора да им даде исканата от тях прония върху Трапезица и сегашния Царевец. Под тяхно ръководство въстанието избухва на 26 октомври 1185 г. За цар на българите и власите е провъзгласен по-големият от двамата братя – Теодор, който е коронясан под името Петър IV.
През лятото на 1186 г. византийският император Исак II Ангел решава да се справи с въстаниците и с голяма войска тръгва срещу тях. При невъзможността да му се противопоставят, Асен и Петър са принудени да изтеглят своята войска на север от река Дунав, където привличат куманите на своя страна. На следващата година въстанието придобива организиран характер и победите не закъсняват. За кратко време българите освобождават по-главните селища от Северна България (без Преслав) и успяват да проникнат през старопланинските проходи в Тракия.

## Начало на Второто българско царство
Опитът на императора повторно да разгроми българите не успява и през пролетта на 1187 г. след обсадата на Ловеч той е принуден да сключи примирие с тях, с което фактически признава възобновяването на българската държава на север от Стара планина.